# استون‌آباد
استون‌آباد روستایی در دهستان بنفشه‌تپه بخش نوکنده شهرستان بندرگز استان گلستان ایران است.

## جمعیت
بر پایه سرشماری عمومی نفوس و مسکن در سال ۱۳۹۵ جمعیت این مکان ۵۵۲ نفر (۱۸۲خانوار) بوده‌است.